# 28 Aurigae
28 Aurigae, som är stjärnans Flamsteed-beteckning, är en ensam stjärna i den mellersta delen av stjärnbilden Kusken. Den har en skenbar magnitud på ca 6,80 och kräver åtminstone en handkikare för att kunna observeras. Baserat på parallaxvärde från Gaia Data Release 2 på ca 5,0 mas, beräknas den befinna sig på ett avstånd på ca 650 ljusår (ca 200 parsek) från solen. Den rör sig bort från solen med en heliocentrisk radialhastighet på ca 20 km/s.

## Egenskaper
28 Aurigae är en gul till blekorange jättestjärna av spektralklass G1 III-IV, som har förbrukat förrådet av väte i dess kärna och är på väg att expandera bort från huvudserien. Den har en radie som är ca 10 solradier och utsänder ca 73gånger mera energi än solen från dess fotosfär vid en effektiv temperatur på ca 5 300 K.